# 특별 보전 지역
특별보전지역(Special Area of Conservation, SAC)은 유럽연합의 서식지지침(Habitats Directive 92/43/ECC)에 근거하여 후보지를 선정하고, 공동자연보전위원회(Joint Natural Conservation Vommittee)의 공정한 평가를 거쳐 지정된 보호지역이다. 현재 220여개의 지역과 1,000종이 포함되어 있다.

## 같이 보기
- 자연절경지역
- 보호 지역
- 세계유산